# Hedylidae
Hedylidae (лат.) — семейство чешуекрылых из надсемейства Papilionoidea.

## Классификация
В свою очередь в состав семейства входит единственный род Macrosoma (Hübner, 1818). Типовой вид — Macrosoma tipulata (Hübner, 1818).
Ранее семейство Hedylidae рассматривалось в качестве трибы в составе семейства Пяденицы (Geometridae): Oenochrominae. Prout полагал, что они могли быть выделены в отдельное семейство. Scoble сначала полагал, что эти бабочки возможно составляют родственную группу для Papilionoidea. Вейнтроб и Миллер привели доводы против этого размещения. Молекулярные исследования в 2005 году, основанные на образцах 57 таксонов, трех генах и 99 морфологических знаках, доказало родство этой группы с Hesperioidea + Papilionoidea. Бабочки отличаются наличием признаков представителей обеих групп.

## Ареал
Представители семейства встречаются на юге Центральной Америки, в Южной Америке через Амазонку из южного Перу до центральной Боливии и юго-западной Бразилии. В бассейне Карибского моря они также обитают на Кубе, Ямайке и Тринидаде.

## Список видов
- Macrosoma albida
- Macrosoma albifascia
- Macrosoma albimacula
- Macrosoma albipannosa
- Macrosoma albistria
- Macrosoma amaculata
- Macrosoma bahiata
- Macrosoma cascaria
- Macrosoma conifera
- Macrosoma coscoja
- Macrosoma costilunata
- Macrosoma hedylaria
- Macrosoma heliconiaria
- Macrosoma hyacinthina
- Macrosoma intermedia
- Macrosoma klagesi
- Macrosoma lamellifera
- Macrosoma leptosiata
- Macrosoma leucophasiata
- Macrosoma leucoplethes
- Macrosoma lucivittata
- Macrosoma minutipuncta
- Macrosoma muscerdata
- Macrosoma napiaria
- Macrosoma nigrimacula
- Macrosoma paularia
- Macrosoma pectinogyna
- Macrosoma rubedinaria
- Macrosoma satellitiata
- Macrosoma semiermis
- Macrosoma stabilinota
- Macrosoma subornata
- Macrosoma tipulata
- Macrosoma uniformis
- Macrosoma ustrinaria